# Francisca Millán Serrano
Francisca Millán Serrano (Tobed (Zaragoza), 2 de febrero de 1931-Zaragoza (España), 29 de agosto de 1991), conocida también como Paquita Millán, fue una deportista española.

## Biografía
Nació en Tobed pero, muy pronto, la familia se trasladó a Zaragoza, debido a un accidente doméstico que acarreraría a Paquita problemas de salud y atención médica durante toda su vida. Durante la Guerra Civil la familia se instaló de nuevo en Tobed hasta que, al terminar esta, Francisca Millán vuelve a Zaragoza.
Gran aficionada a las manualidades, Francisca Millán aprendió a bordar, haciendo de la elaboración artesanal y comercialización de peluches, bolsos y sombreros, así como la de objetos de cerámica, su profesión.
Tras serle diagnosticado un cáncer de garganta, Paquita Millán falleció el 29 de agosto de 1991, mientras recibía tratamiento, debido a un  fallo del acelerador de electrones del hospital Clínico de Zaragoza.

## Carrera deportiva
Francisca Millán fue una pionera en Aragón en la práctica del deporte del tiro con arco, deporte que descubrió por casualidad al ver a unos arqueros que lo practicaban. En los años 60 del siglo XX participó en diferentes competiciones nacionales e internacionales alcanzando grandes éxitos.
En España, entre otros trofeos, consiguió notables triunfos en los campeonatos en la especialidad de arco recurvo. Fue campeona en cuatro ocasiones, batiendo además en 1967 la marca nacional:
- 1962: 2.º Puesto Campeonatos de España al Aire libre - Categoría Senior (Alicante)
- 1963: 2.º Puesto Campeonatos de España al Aire libre - Categoría Senior (Madrid)
- 1964: 1.er. Puesto Campeonato de España al Aire libre - Categoría Senior (Santander)
- 1965: 3.º Puesto Campeonato de España al Aire libre - Categoría Senior (Barcelona)
- 1966: 1.er. Puesto Campeonato de España al Aire libre - Categoría Senior (Oviedo)
- 1967: 1.er. Puesto Campeonato de España - Categoría Senior (Valencia). Bate la marca nacional
- 1968: 1.er. Puesto Campeonato de España - Categoría Senior (Cáceres)
- 1972: 3.º Puesto Campeonato de España al Aire libre - Categoría Senior (Lérida)

## Reconocimientos

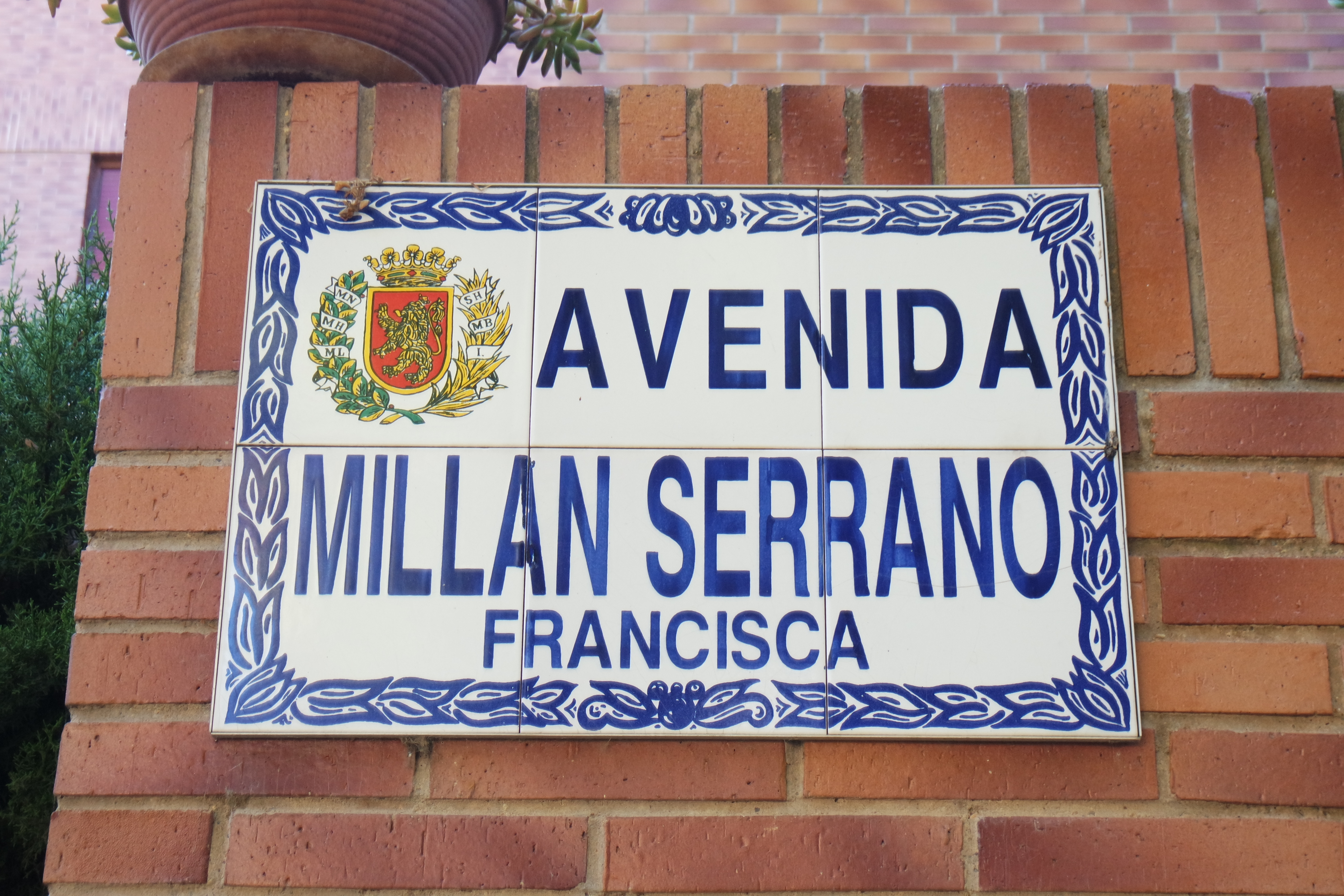

- 1968: Mejor deportista aragonesa del año.
- 2009: El Ayuntamiento de Zaragoza le dedica una calle.